# Army Black Knights

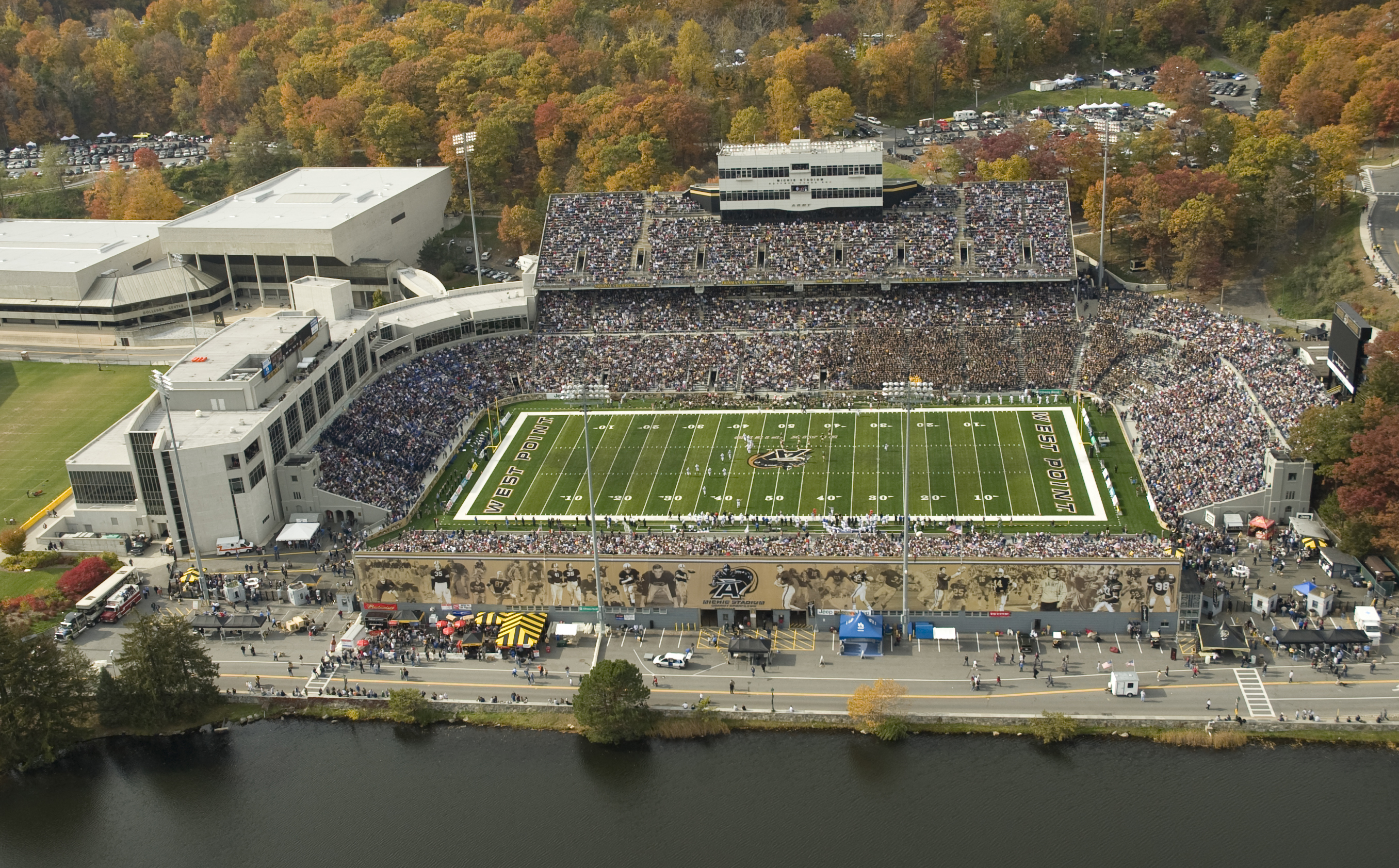
Michie Stadium.

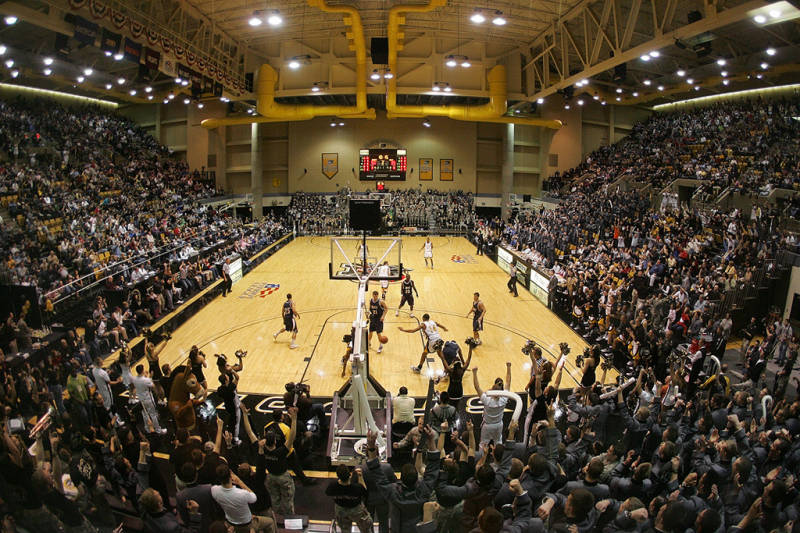
Christl Arena.

Army Black Knights (español: Caballeros Negros del Ejército) es el nombre de los equipos deportivos de la Academia Militar de los Estados Unidos, situada en West Point, Nueva York. Los equipos de los Black Knights participan en las competiciones universitarias organizadas por la NCAA, y forman parte de la Patriot League, con la excepción del equipo de fútbol americano, que compite en la American Conference, el de  hockey sobre hielo, que compite en la Atlantic Hockey America, el de tiro, que es de la Great America Rifle Conference, el de gimnasia, que pertenece a la Eastern Intercollegiate Gymnastics League, el de esgrima femenino, que es de la National Intercollegiate Women's Fencing Association y el de lucha, miembro de la Eastern Intercollegiate Wrestling Association.
En los deportes no sancionados por la NCAA, sprint football y rugby, compiten en la Collegiate Sprint Football League y en USA Rugby (conferencia Division 1-A Rugby).

## Apodo y mascota
El apodo hace referencia al color oficial de la escuela, el negro. En cuanto a la mascota, la tradición se remonta a 1899, cuando se quiso hacer frente a la cabra, la mascota oficial de la Armada. Eligieron una mula por su fuerza, voracidad y perseverancia, que reflejaba el espíritu de los miembros de la academia militar. En la actualidad son tres las mulas mascotas oficiales de los Black Knights, que responden a los nombres de Raider, Ranger II y General Scott.

## Equipos
Los Black Knights participan en las siguientes modalidades deportivas:
| - Masculino - Béisbol - Baloncesto - Cross - Fútbol americano - Golf - Gimnasia - Hockey sobre hielo - Lacrosse - Tiro - Rugby - Natación y Saltos - Fútbol - Sprint football - Tenis - Atletismo - Lucha |  | - Femenino - Baloncesto - Cross - Tiro - Rugby - Natación y Saltos - Fútbol - Sófbol - Tenis - Voleibol - Atletismo |

## Fútbol americano
El equipo con más tradición es el de fútbol americano, creado en el año 1890. Desde esa fecha han conseguido ganar tres títulos nacionales, en los años 1914, 1944 y 1945. Han jugado cinco bowls, ganando tres de ellos, el Cherry Bowl de 1984, el Peach Bowl de 1985, y el Armed Forces Bowl de 2010, pero perdiendo el Independence Bowl de 1996, y el más importante, el Sun Bowl de 1988 ante la Universidad de Alabama. 28 de sus jugadores han llegado a jugar como profesionales en la NFL, aunque ninguno de ellos lo hace en la actualidad. Tres Black Knights han ganado el Trofeo Heisman: Doc Blanchard (1945), Glenn Davis (1946), y Pete Dawkins (1958).

### Commander in Chief's Trophy

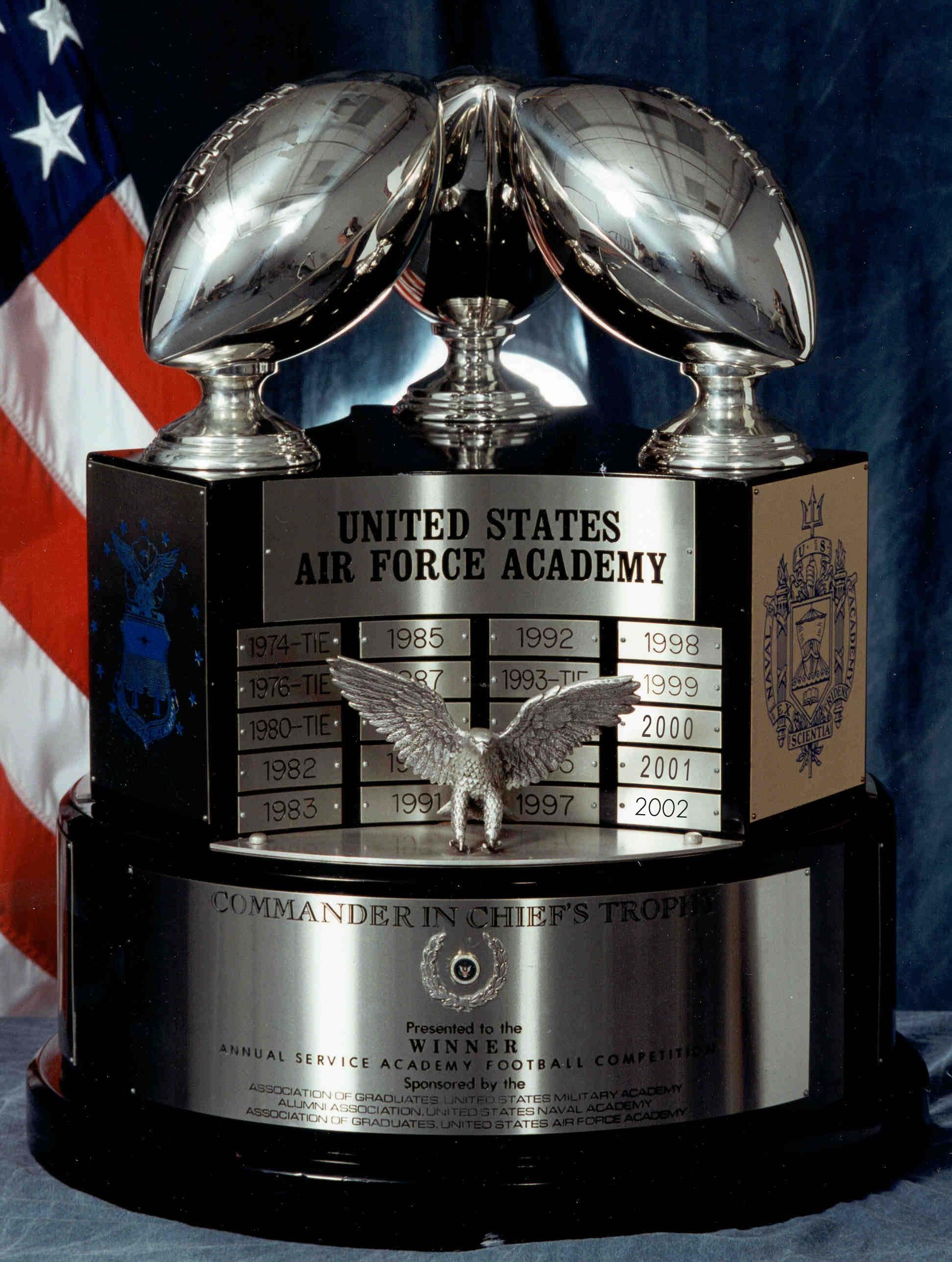
Trofeo del Comandante en Jefe.

Tradicionalmente se disputa cada año, desde 1972, un torneo triangular entre las tres academias militares estadounidenses, la del Ejército, la de la Armada y la de la Fuerza Aérea. El equipo de la Armada ha conseguido ganar en 6 ocasiones de las 35 disputadas.

### Rivalidad Army-Navy
Una de las tradiciones más antiguas del fútbol americano universitario es el partido que enfrenta a los equipos del Ejército de Tierra y de la Armada, cuyo origen se remonta a 1890. 

## Instalaciones deportivas
- Michie Stadium es el estadio de fútbol americano. tiene una capacidad para 39.929 espectadores y fue inaugurado en 1921. Es uno de los 15 estadios más antiguos de la División I de la NCAA.[3]
- Christl Arena es el pabellón donde se disputan los partidos de baloncesto. Se construyó en 1985, y tiene una capacidad para 5.043 espectadores.[4]